# Slaget vid Halule
Slaget vid Halule var ett slag 691 f.Kr. mellan det assyriska imperiet ledda av kung Sanherib och en koalition av babylonier, kaldéer, perser, medier, elamiter, araméer och stamfolk från Zagrosbergen.

## Bakgrund
Under kung Sanheribs välde låg Babylonien i nästan konstant uppror mot assyrierna. De leddes av sin kung Mushezib-Marduk som varit en kaldeisk prins hade tagit Babylons tron från Sanheribs son Ashur-nadin-shumi som lämnats över till Elam där han förmodligen avrättades. När Assyrien 691 f.Kr. än en gång invaderade Babylonien beslutade sig persernas kung Achaemenes sig för att komma till deras hjälp. Han samlade ihop en stor koalitionsarmé av kaldéer, perser, medier, elamiter, araméer och diverse stamfolk från Zagrosbergen och begav sig in i Babylon. Koalitionsarméns kärna utgjordes av persiskt, elamitiskt och mediskt kavalleri, infanteri och stridsvagnar.

## Slaget och efterspel
Slaget i sig nämns inte i detalj av någon av de stridande sidorna utöver att båda påstår sig ha segrat. Detta har fått forskare att tro att slaget egentligen slutade någorlunda oavgjort. 
Efter slaget gjorde inte assyrierna några fler anfall mot Babylon förrän senare det året. Mushezib-Marduk hade då förlorat sina elamitiska allierade då Elams konung Humban-nimena drabbats av en stroke. Insikten om att Babylon inte längre kunde räkna med stöd av sina mäktigaste allierade fick Sanherib att genast invadera landet och staden Babylon intogs efter en nio månader lång belägring. Staden brändes sedan till grunden och en stor del av det forna babyloniska riket gick samma öde till mötes. Efter det anföll Sanherib Medien och perserna och han besegrade dem båda. Kriget mot Elam skulle fortsätta i cirka förti år innan de slutligen erövrades av Sanheribs sonson Ashurbanipal.